# GPR62
GPR62, G protein-spregnuti receptor 62, je protein koji je kod čoveka kodiran GPR62 genom.
G protein spregnuti receptori sadrže sedam transmembranskih domena i prenose ekstracelularne signale putem heterotrimernih G proteina.

## Literatura
1. ↑  Lee DK, George SR, Cheng R, Nguyen T, Liu Y, Brown M, Lynch KR, O'Dowd BF (2001). „Identification of four novel human G protein-coupled receptors expressed in the brain”. Brain Res Mol Brain Res. 86 (1-2): 13—22. PMID 11165367. doi:10.1016/S0169-328X(00)00242-4.
2. 1 2  „Entrez Gene: GPR62 G protein-coupled receptor 62”.

## Dodatna literatura
- Takeda S; Kadowaki S; Haga T;  . (2002). „Identification of G protein-coupled receptor genes from the human genome sequence.”. FEBS Lett. 520 (1-3): 97—101. PMID 12044878. doi:10.1016/S0014-5793(02)02775-8.
- Strausberg RL; Feingold EA; Grouse LH;  . (2003). „Generation and initial analysis of more than 15,000 full-length human and mouse cDNA sequences.”. Proc. Natl. Acad. Sci. U.S.A. 99 (26): 16899—903. PMC 139241 . PMID 12477932. doi:10.1073/pnas.242603899.